# Uchigatana
La Uchigatana (打刀) és una espasa japonesa, predecessora de la katana. Com la katana, és considerada "l'ànima d'un samurai". Des de l'era Heian fins a l'era Edo la primera espasa de guerra va ser la tachi. La seua llarga fulla i el seu fil punxegut la feien ideal per al seu ús a cavall. La uchigatana va ser creada en l'era Muromachi i, a diferència de la tachi, es col·locava amb el fil cap amunt. La tachi, en canvi, es col·locava en el cinturó amb el fil cap avall.